# Jean Quatremer
Jean Quatremer (nascut amb un altre nom a Nancy, 27 de novembre de 1957) és un periodista francès especialitzat en assumptes europeus. Treballa sobretot pel diari francès Libération, des de 1984, però també l'autor de diverses obres sobre la política de la Unió Europea i realitzador de reportatges sobre el mateix tema.

## Biografia
Va estudiar dret i va treballar a la Facultat de Dret de París X-Nanterre i París II-Assas. També va treballar en un despatx d'advocats autoritzat per al Consell d'Estat i el Tribunal de Cassació de França.
Des de setembre de 1990, ha estat l'encarregat de cobrir notícies de la política comunitària per al diari Libération, del qual és el corresponsal de les institucions europees. En el mateix periòdic, de 1984 a 1990, va escriure a la secció sobre immigració i després va ser responsable del quadern "Europe" de 1990 a 1992. Sovint ha tractat qüestions legals.
Jean Quatremer ha produït nombrosos reportatges televisius sobre temes europeus i socials per les cadenes France 2, France 5, Arte i Canal+. Entre les seves obres, es troben: Faiseurs d'euros (2009), L'Union et la force (2009), Euro, quand les marchés attaquent (2010) —les tres es van realitzar amb Jean-Michel Meurice— o Grèce année zéro (2014), realitzada amb Pierre Bourgeois.
El maig de 2014 va cobrir per RMC les eleccions europees de 2014 en el programa Bourdin Direct. Va donar suport a Emmanuel Macron per a les eleccions presidencials de 2017.